# بدفورد پارک، استرالیای جنوبی
بدفورد پارک (به انگلیسی: Bedford Park) یک حومه شهر در استرالیا است که در استرالیای جنوبی واقع شده‌است.